# 龙头节肢蕨
龙头节肢蕨（学名：Arthromeris lungtauensis）为水龙骨科节肢蕨属下的一个种。